# Elecciones presidenciales de Estados Unidos de 1916
Las elecciones presidenciales de los Estados Unidos de 1916 se llevaron a cabo mientras en Europa estaba envuelta en la Primera Guerra Mundial. Los Estados Unidos se inclinaba hacia los británicos y franceses (los aliados), debido a los malos tratos de civiles por el ejército alemán, que invadió y ocupó gran parte de Bélgica y el norte de Francia. Sin embargo, a pesar de su simpatía con las fuerzas aliadas, los votantes estadounidenses querían evitar la participación en la guerra, y prefirieron continuar con una política de neutralidad. La campaña enfrentó al entonces presidente Woodrow Wilson, candidato demócrata, contra el Juez de la Corte Suprema de los Estados Unidos, Charles Evans Hughes, candidato republicano. Después de un concurso muy reñido, Wilson derrotó a Hughes por un estrecho margen. Wilson fue ayudado por su lema de campaña "Él nos mantuvo fuera de la guerra".

## Convención Nacional Republicana
| Papeleta               | 1   | 2   | 3   |
| Charles Evans Hughes   | 253 | 326 | 950 |
| John W. Weeks          | 105 | 102 | 2   |
| Elihu Root             | 103 | 89  | 9   |
| Charles W. Fairbanks   | 89  | 75  | 7   |
| Albert B. Cummins      | 85  | 77  | 2   |
| Theodore Roosevelt     | 81  | 65  | 19  |
| Theodore E. Burton     | 78  | 69  | 9   |
| Lawrence Yates Sherman | 66  | 59  | 5   |
| Philander C. Knox      | 36  | 30  | 6   |
| Henry Ford             | 32  | 29  | 9   |
| Martin Grove Brumbaugh | 29  | 22  | 2   |
| Robert M. La Follette  | 25  | 25  | 23  |
| William Howard Taft    | 14  | 4   | 0   |
| T. Coleman du Pont     | 7   | 13  | 6   |
| Henry Cabot Lodge      | 7   | 2   | 0   |
| John Wanamaker         | 5   | 1   | 1   |
| Frank B. Willis        | 1   | 2   | 2   |
| William Borah          | 2   | 0   | 2   |
| Warren G. Harding      | 1   | 0   | 1   |
| Samuel W. McCall       | 0   | 1   | 1   |
| Leonard Wood           | 0   | 1   | 1   |
| ---------------------- | --- | --- | --- |